# 이태섭 (1939년)

이태섭(李台燮, 1939년 5월 21일 ~ , 경기 화성)은 화학공학자 출신의 대한민국 대학 교수, 연구원, 기업인, 정치인이다. 본관은 전주로, 조선 제11대 군주 중종(中宗)의 5남이었던 덕양군의 후손이다.
6.25 전쟁으로 부모를 모두 잃고 고아가 되었으나 팔탄국민학교, 경기중학교, 경기고등학교를 수석으로 졸업하고 서울대학교 화공학과를 마친 뒤 미국 유학, MIT 공대를 다녔다. 이때 그는 석사학위 과정을 거치지 않고 박사학위를 받았다고 한다. 10대, 11대, 13대, 15대 국회의원과 국회 상공위원장(1981년), 정무 1장관(1983년), 과학기술처 장관(1986년)을 역임했다. 제5공화국의 각료였다는 이유로 참여연대 등의 낙천, 낙선 대상이 되기도 하였다. 경기도 출신.

## 생애

### 생애 초반
경기도 화성군 출신으로 1950년 6·25 전쟁의 와중에서 부모를 잃고 고아가 되었지만 초중학교 시절부터 우수한 성적으로 우남장학금, 교내장학금, 3.1장학금 등을 수여받았다. 1955년 경기중학교를 거쳐 1958년 경기고등학교를 졸업하고 서울대학교 공과대학에 입학했다. 서울대 공대 재학 중 총학생회장으로 학생운동에 참여하기도 했다. 1962년 서울대학교 공과대학 화학공학과를 졸업한 뒤 유학을 결심, 풍한산업대표이사 김영구 등의 조언으로 미국 유학을 결심한다.
그뒤 군에 입대하여 영천 육군부관학교에서 훈련받고 국방부 조사대 타자수로 복무하였다. 1963년 8월 만기전역 후 미국에 유학, 보스턴에 체류하며 MIT 공대에 입학했다. 열역학의 권위자 리드 교수 등의 지도를 받았고, MIT 공대 재학 중에도 학생회장을 맡기도 하고 세계일주를 다녀오기도 했다. 또한 한국의 독립운동에 기여했던 스코필드(석호필)을 만났는데, 스코필드 박사는 그의 후견자가 되어주기도 했다. 한편 그무렵 보스턴 대학으로 유학 중이던 약혼자를 조우하기도 했다.

### 기업인, 공학자 활동
미국에서 결혼식을 올리고 현지에서 아내와 체류, 2남을 얻었다. 1966년 지도교수 메릴의 지도하에 MIT 화공과에서 공학박사 학위를 받았다. 이후 각 회사의 스카우트, 영입 제의가 들어오자 그는 회사들에 거절 편지를 쓰느라 고민했다고 한다.
1966년부터 영국계 석유회사 로열더치쉘의 책임연구원으로 근무하다가 1972년 가을 귀국했고, 1968년에는 일본의 세계유성학회에 참여하여 논문을 발표하고, 세계유성학회의 회원이자 분과위원장에 선출되기도 했다. 귀국 이후 풍한산업 사장(1972년), 우풍화학과 제철화학의 이사, 대우엔지니어링 사장(1976년) 등을 역임했다.

### 정치 활동
1978년 민주공화당 공천으로 제10대 국회의원 선거에 출마하여 당선되었고(서울 강남구), 1981년 11대 총선을 앞두고 민주정의당에 영입되어 재선에 성공한 뒤 국회 상공위원장(1981년), 정무 1장관(1983년)을 역임하였다. 1985년 2월 제12대 국회의원 선거에 출마했으나 낙선하였다. 그해 민주정의당 중앙집행위원과 민정당 서울강남지구당위원장을 거쳐 이듬해 과학기술처 장관(1986년)을 지냈다.
1987년 7월 12일 개각 직전에 사직서를 제출하고 물러났으며 1988년 13대 총선에서 강남구 을 지역에 출마해 무소속 홍사덕 후보를 누르고 당선되어 3선 의원이 되었으나 1991년 한보그룹의 정태수 회장으로부터 뇌물을 받은 혐의(일명 수서비리)로 구속되어 징역 5년, 추징금 2억원을 선고받고 1992년 2월 28일 의원직을 상실하였다. 한편 수감생활 중 그는 신앙인이 되었다.
1996년 사면된 뒤 자유민주연합에 입당하여 자민련 부총재를 지내고, 15대 총선에 강남구 을 지역에 출마하였으나 무소속 홍사덕 후보에게 낙선하였고, 1997년 이병희 의원의 타계로 치러진 1997년 상반기 재보궐선거에서 수원시 장안구 국회의원 보궐선거에서 당선되어 4선 의원이 되었다.

### 생애 후반
2000년  수서비리와 대한민국 제5공화국 시절 장관 재직을 이유로 참여연대  등 시민단체들의 낙천대상에 올라 16대 총선에서 낙선했고,
2007년 4월 2007년 상반기 재보궐선거 시기 화성시 국회의원 보궐선거의 한나라당 후보로 하마평에 올랐으나 성사되지는 않았다.
2001년 5월부터 2003년까지 한국원자력문화재단 이사장을 지냈다.
또한 2001년에는 국제라이온스협회 제2부총재, 2002년도에는 국제라이온스협회 제1부회장을 역임하고 2003년에는 국제라이온스협회 국제회장이 되었다.
신성솔라에너지 사외이사(2003~현재), 한국원자력의학원 이사장(2007~현재)이며
2012년에 (사)전주이씨대동종약원 이사장, (재)이화장학회 이사장, (사)종묘제례보존회 회장으로 취임하였다.

### 가족
장남 이붕규(李朋圭)는 미국에서 출생하여 미국 시민권자이다.2003년 컬럼비아대학교 법과대학원을 졸업하고 변호사 자격을 취득하였다. 차남은 이태규(李台圭)다. 현재 연세대학교 화공생명공학과 정교수로 있다.

## 학력
- 팔탄국민학교 졸업
- 경기중학교 (졸업)
- 경기고등학교 졸업
- 서울대학교 공과대학 화학공학 학사
- 매사추세츠 공과대학교 대학원 화학공학 석사
- 매사추세츠 공과대학교 대학원 화학공학 박사

## 경력
- 서울대학교 공과대학 학생회장
- 서울대학교 대학신문 학생기자
- 서울대학교 총학생회장
- 제네바 유엔 학생회의 한국대표
- 전국학생총연합회 최고위원
- 일본 경도 국제 유성학회 미국 대표
- 미국 석유회사(SHELL) 책임연구원
- 한국 화학공학회 편집위원·평의원
- 대우엔지니어링 사장
- (주)우풍화학 사장
- (주)풍한방직 사장
- (주)제철화학 사장
- (주)풍국정유 사장
- (주)영일화학 사장
- 서울청년기독실업인회 자문위원
- 한국청소년전도협회 이사
- 제10·11·13·15대 국회의원
- 민주공화당 중앙위원회 운영위원
- 민주공화당 김종필 총재비서실장
- 민주공화당 의무분과위원장
- 국회 외무위원회 간사
- 국회 상공위원회 위원장
- 전두환 대통령 특사
- L.P.U 대표(헬싱키)
- 민주정의당 서울특별시 지부 위원장
- 민주정의당 중앙집행위원
- 전주 이씨 대종종약원 문화위원
- 전주 이씨 대종종약원 문화이사
- 전주 이씨 대종종약원 강남분원장
- 정무 제1장관
- 과학기술처 장관
- 자유민주연합 정책위원회 의장
- 자유민주연합 부총재
- 한국 원자력 문화재단 이사장
- 한양기독실업인회 회장
- 국제라이온스협회 총재, 의장, 국제이사
- 한국기술경제정책연구소 이사장
- 국민생활체육 장안구 축구연합회 명예회장
- 장안구자율방범순찰대협의회 고문
- 기독교문화원 명예이사장
- 녹색운동연합 수원시지부 고문
- 월남참전전우회 수원시지구 고문
- 수원시기독교연합회 부회장
- 수원시장애인협회 고문
- 대한민국헌정회 이사
- 전주 이씨 대종종약원 이사장

## 저서
- 《한국의 우등생-이태섭의 엘리트 코스 질주기》(2001)
- 《선진조국을 향한 새로운 산업정책》
- 《나의 유학시절》
- 《한국의 우등생》
- 《지구 150바퀴-2억불의 사나이 이태섭》

## 상훈
- 청조근정훈장
- 국무총리 표창
- 필리핀 구시 평화상
- 제5회 4.19봉사상

## 역대 선거 결과
|  | 29.27% |

|  | 35.92% |

|  | 24.57% |

|  | 35.97% |

|  | 23.55% |

|  | 52.92% |

|  | 15.12% |

## 소속 정당
| 소속 정당 | 소속 정당    | 소속 기간 | 비고           |
| --------- | ------------ | --------- | -------------- |
|           | 민주공화당   | 1978~1980 | 정계 입문      |
|           | 무소속       | 1980~1981 | 정당 해산      |
|           | 민주정의당   | 1981~1990 | 창당           |
|           | 민주자유당   | 1990~1995 | 합당           |
|           | 무소속       | 1995      | 탈당           |
|           | 자유민주연합 | 1995~2000 | 창당           |
|           | 무소속       | 2000~현재 | 탈당 정계 은퇴 |

## 같이 보기
- 강남구 (선거구)
- 강남구 을
- 서울 강남구의 국회의원
- 수원시 장안구 (선거구)
- 수원시 장안구의 국회의원
- 대한민국의 특임장관
- 대한민국의 과학기술정보통신부 장관

## 참고 자료
- 이태섭 - 대한민국헌정회
- 원자력문화재단 이태섭 이사장 자서전 출간[깨진 링크(과거 내용 찾기)]
- (사)전주이씨대동종약원